# Hollywood Anti-Nazi League for the Defense of American Democracy
Hollywood Anti-Nazi League for the Defense of American Democracy (Anti-Nazi-Bund Hollywood zur Verteidigung der amerikanischen Demokratie) war der Name einer am 23. April 1936 in Hollywood von Personen der Filmbranche ins Leben gerufenen amerikanischen Bürgerinitiative, die Aktivisten, die über den wahren Charakter des in Europa überhandnehmenden Faschismus aufgeklärt waren, dazu diente, gemeinsam der Ausbreitung derartiger Tendenzen an der amerikanischen Westküste entgegenzutreten. Die kurz HANL oder Anti-Nazi League genannte Vereinigung stand unter starkem Einfluss der Komintern.

## Entstehung aus einem Handlungsbedürfnis

### Ein Geschichtenerzähler macht sich auf nach Westen
Otto Katz hatte, wie er der amerikanischen Visum-Behörde im Herbst 1935 richtig mitteilte, ein Buch über die gescheiterte Nobile-Nordpolexpedition geschrieben (Neun Männer im Eis), falsch war allerdings schon der Grund, mit dem er sich für ein dreiviertel Jahr eine Aufenthaltserlaubnis sicherte, nämlich die Recherche über amerikanische Nordpolexpeditionen. Falsch war auch der vor seiner Ankunft in der Filmmetropole Hollywood angenommene Name Rudolf Breda. Ob das Zustandekommen einer Organisation wie der Anti-Nazi League planbar war oder nicht, Katz war eine denkbar gut geeignete Person für Zwecke der Mobilisation: Er war Herausgeber der Braunbücher und hatte dabei einen umfassenden Einblick in das brutale Wirken der Nazis erhalten, außerdem war er als ehemaliger Geschäftsführer bei der sowjetischen Meschrabpom mit der Filmbranche vertraut – zumindest mit der europäischen. Hollywood war nicht unberührt geblieben von der Weltwirtschaftskrise – 1934 gab es 350000 Arbeitslose im Los Angeles County – doch Roosevelts New Deal ließ auch die Kunstschaffenden und im Bereich Bildung Tätigen profitieren, speziell das „rote“ Greenwich Village in New York bot Beschäftigung, und hier setzte Katz an.
Das sowjetische Ostküsten-Spionagenetzwerk um Harold Ware kontaktierte er über Josephine Herbst (die instruiert wurde von Hede Massing) und erhielt einen Schnellkurs über die Verhältnisse in Amerika – eine besondere Rolle spielte dabei der Drehbuchautor Hy Kraft. Sein erster Auftritt in Hollywood im Herbst 1935 war nur einer von 40 innerhalb von drei Wochen auf Veranstaltungen, organisiert von Antifaschisten. Konservative Senatoren gehörten überraschenderweise zu jenen, mit denen er sich als interessanter Typ und mit seinem gewinnenden Lächeln gut verstand. Kaum einer – von Ernst Lubitsch abgesehen – dachte bei ihm an einen Kommunisten. Die großen Direktoren, Produzenten und Regisseure, Personen wie Fritz Lang, Peter Lorre, William Dieterle, Billy Wilder und Marlene Dietrich gehörten von jeher zu seinem Bekanntenkreis, dies zog weitere Bekanntschaften wie jene mit Norma Shearer, Greta Garbo, Charlie Chaplin, David O. Selznick und Frederic March nach sich. Katz’ Herumreiten auf dem schlechten sozialen Gewissen einiger Hollywood-Magnaten hatte bei Fritz Lang den wichtigsten Erfolg, welcher spontan eine große Geldsumme spendete und Unterstützung für Veranstaltungen im Folgejahr zusagte.

### Überzeugungsarbeit mit Trenchcoat und Zigarette im Mundwinkel
Für die Komintern war Hollywood ein idealer Ort zur Beförderung kommunistischer Untergrundtätigkeit oder von Geheimdienst-Aktivitäten. Die Kommunistische Partei in Kalifornien erhielt allein 7000 Dollar monatlich an Mitgliedsbeiträgen, hinzu kamen Spenden. Nach Katz’ Rückkehr an die Westküste erzählte er Geschichten, die Drehbücher für Hollywood-Filme hätten abgeben können, und wurde von seiner Zuhörerschaft dafür geliebt, jeder wollte auf seiner Seite stehen, darunter die Wichtigsten der Traumfabrik. Eine Party nach der anderen gab man für ihn, mitunter wurden 40000 Dollar gesammelt bei solchen Veranstaltungen und die wichtigste darunter war jene am 23. April 1936 im Restaurant Victor Hugo in Hollywood. Wer politisch nicht allzu weit rechts stand und einen Namen hatte, ließ es sich nicht entgehen, einen Vortrag Hubertus Prinz zu Löwensteins zu hören, der für die Sache seiner American Guild for German Cultural Freedom warb. Der Star des Abends war aber wieder Katz/Breda und das gewünschte Ergebnis blieb nicht aus: Unmittelbar danach schlossen sich Donald Ogden Stewart, Dorothy Parker, Frederic March, Oscar Hammerstein und Fritz Lang zur Hollywood League Against Nazism zusammen, die bald angemeldet und am 23. Juli 1936 im Wilshire Ebell Theatre bekannt gemacht wurde als Hollywood Anti-Nazi League for the Defense of American Democracy, eine Art Volksfront-Organisation, in der „Rote“ und dem Konservatismus zugeneigte Personen zusammenfanden. Man stellte bezahltes Personal ein und hatte einen „Executive director“. Die Arbeit der Anti-Nazi League sollte in kleinen Versammlungen stattfinden, der Verbreitung von Informationen und dem Fundraising dienen, aber es sollte auch der Nazismus und Nazi-Agenten bekämpft werden. Angeschlossen war die HANL an eine nationale Organisation in New York, die wiederum Anweisungen vom „International Committee for the Victims of Hitler Fascism“ (Internationales Hilfskomitee für die Opfer des Hitler-Faschismus) erhielt.

## DieHANLfällt auf – und hat Kritiker
Recht früh bekam Vittorio Mussolini den Gegenwind zu spüren und zog sich aus Hollywood zurück nach Italien, Leni Riefenstahl sollte in der Filmstadt erst gar nicht Fuß fassen. Hollywood Now, ein zweiwöchentlich erscheinendes Magazin, wurde das publizistische Organ der HANL, in das Melvyn Douglas und Philip Dunne, der Gründer der „Screenwriters Guild“, viel Arbeit steckten. So organisierten sie den Vortrag The Coming Victory of Democracy (Der kommende Sieg der Demokratie) von Thomas Mann, mithin der Höhepunkt im Bestehen der Anti-Nazi League. Die Gewerkschaft der Drehbuchautoren hatte sich neu gruppiert, nachdem sie sechs Jahre lang in Agonie gelegen hatte. Rechte Medien warnten daraufhin vor einer „Sowjetisierung“ der Filmstudios, eine rechtsgerichtete paramilitärische Gruppe, die „Hollywood Hussars“, fanden in Randolph Hearst einen Unterstützer. Abgesehen von den amerikanischen Nachahmern der NSDAP fiel der einheimische Rassismus des Ku-Klux-Klan auf und der Faschismus des Kirchenmannes Charles Coughlin. Dessen Radio-Propaganda setzte die Anti-Nazi League ihre eigenen Sendungen entgegen. 10.000 Zuhörer fanden sich ein im Oktober 1936 zu einem Vortrag The Menace of Hitlerism in America (Drohender Hitlerismus in Amerika) im Shrine Auditorium, wo u. a. Oscar Hammerstein und Eddie Cantor sprachen.
Das einjährige Bestehen wurde im Ambassador Hotel mit einem Fundraising-Dinner gefeiert, gesammelt wurde für die Republikaner im Spanischen Bürgerkrieg. Es gab Auftritte von Lena Horne, Judy Garland und Zero Mostel – letzterer war wie einige andere Mitglieder später auf J. Edgar Hoovers „Schwarzer Liste“ wiederzufinden. Spanien blieb weiterhin Thema, aber das FBI gelangte bis 1940 zur Ansicht, die Organisation sei eine „kommunistische Front der übelsten Sorte“ und die zum Kampf gegen den Faschismus eingesammelten Mittel seien in kommunistische Kanäle geflossen. Die HANL hatte zusammen mit sieben weiteren amerikanischen Volksfront-Organisationen in den späten 1930ern den für diese Zeit beträchtlichen Betrag vom 1 Million Dollar gesammelt, und das Kongress-Mitglied Martin Dies griff 1938 mit dem nach ihm benannten Komitee die Anti-Nazi League wegen ihres Fassaden-Charakters an. Sie würde Leute für eine gute Sache zusammenbringen, ihre düsteren Absichten aber verbergen. Er erntete Massen-Demonstrationen zugunsten der HANL. Von den der League eher oberflächlich zugetanen Interessenten nahm ein erheblicher Teil nach dem Hitler-Stalin-Pakt Abstand – die Leiter Parker, Stewart, Hellman und Hammett blieben dabei, nannten die Organisation um in Hollywood League for Democratic Action und bejahten in ihrer Stalin-Treue selbst den Überfall auf Polen.

## Hearst-Presse sieht „bolschewistische Propaganda“
Der Kriegseintritt 1941 der USA veränderte die Situation: Deutsche standen pauschal unter Verdacht, auch Marlene Dietrich war in Hollywood unter Beobachtung des FBI. Doch die Geschichten um Katz/Breda schlugen sich nun in der weltgrößten Propaganda-Maschine nieder. Mitten im Zweiten Weltkrieg waren fast 30 Prozent der regelmäßig tätigen Mitglieder der „Screenwriters Guild“ Kommunisten. Im Ergebnis gab Lewis Milestones Film The North Star der Hearst Presse Grund, jenen als „bolschewistische Propaganda“ zu beschimpfen (das zugrunde gelegte Buch war geschrieben von Lillian Hellman, die auch Mitglied der Contemporary Historians war). Bei Hangmen Also Die (Auch Henker sterben) von Fritz Lang fiel dem FBI auf, dass das Wort „Kommunist“ nicht darin vorkam, die im Film auftauchende antifaschistische Untergrundorganisation sich aber wie eine klassische kommunistische Einheit verhielt. Was an der eigenen amerikanischen Gesellschaft korrekturwürdig war, konnten „Fellow traveler“ und CP-Mitglieder nun durch ihren Antifaschismus ausdrücken – Watch on the Rhine (Die Wacht am Rhein) ist hierfür ein Paradebeispiel. Der Film feierte typisch amerikanische Werte und befreite die Antifaschisten vom Makel der Sowjet-Verbindung.